# 3-methyl-2-buteen-1-thiol
3-methyl-2-buteen-1-thiol of prenylmercaptaan is een zwavelhoudende terpeen, met als brutoformule C5H10S.
De stof komt voor als een kleurloze vloeistof met een kenmerkende vossengeur. Het is verwant aan de werkzame stoffen in de anale geurklieren van stinkdieren. De vossengeur heeft een relatief lage detectiedrempel en komt ook voor in koffie en bier dat enige tijd aan licht is blootgesteld. In hoge concentratie wordt deze geur ook door mensen als onaangenaam ervaren.
Onderzoekers van Plant Research International uit Wageningen hebben ontdekt dat deze stof wordt verspreid door de bloem van de keizerskroon (Fritillaria imperialis). Deze plant wordt gebruikt om met deze geur mollen af te schrikken.